# Gentilly (Minnesota)
Pour les articles homonymes, voir Gentilly.
Le canton de Gentilly, appelé localement « Gentilly Township » (en anglais) est un canton du comté de Polk, dans le Minnesota, aux États-Unis.
Il fait partie de la zone statistique métropolitaine de Grand Forks - ND - MN. Sa population était de 319 au recensement de 2000.
Fondé par des Canadiens français le canton fut organisé en 1879 et nommé d'après Gentilly, au Québec.

## Géographie
Selon le Bureau du recensement des États-Unis, le canton a une superficie totale de 83 km2 .

## Démographie
Au recensement de 2000, on dénombrait 319 personnes, 115 ménages et 90 familles résidant dans le canton. La densité de population y était alors de 10,0 personnes au mile carré (3,8/km 2). Il y avait 118 logements à une densité moyenne de 3,7/m² mi (1,4/km 2). La composition raciale du canton était de 96,87 % de Blancs, 2,19 % d'Amérindiens, 0,31 % d'Insulaires du Pacifique, 0,63 % d'autres races. Hispanique ou Latino de n'importe quelle race représentaient 2,82% de la population.
Il y avait 115 ménages, dont 38,3% avaient des enfants de moins de 18 ans vivant avec eux, 72,2% étaient des couples mariés, 6,1% avaient une femme au foyer sans mari présent et 21,7% étaient des personnes sans attaches familiales. 17,4 % de tous les ménages étaient composés d'individus et 5,2 % avaient une personne vivant seule âgée de 65 ans ou plus. La taille moyenne des ménages était de 2,77 et la taille moyenne des familles était de 3,11.
Dans le canton, la population était dispersée, avec 31,7% de moins de 18 ans, 6,9% de 18 à 24 ans, 28,5% de 25 à 44 ans, 21,6% de 45 à 64 ans et 11,3% de 65 ans ou plus. L'âge médian était de 35 ans. Pour 100 femmes, il y avait 89,9 hommes. Pour 100 femmes de 18 ans et plus, il y avait 107,6 hommes.
Le revenu médian d'un ménage du canton était, en 2000, de 34 583 $ et le revenu médian d'une famille de 46 058 $. Les hommes avaient un revenu médian de 28 333 $ contre 20 625 $ pour les femmes.
Le revenu par habitant du canton était de 15 313 $.
Environ 2,2% des familles et 7,3% de la population vivaient en dessous du seuil de pauvreté.